# Preludium
Preludium je odvozeno od latinského slova Praeludere, které znamená hrát před něčím. Původně bylo myšleno jako předehra k vokálním skladbám: písním, motetům, madrigalům nebo chorálům. Bylo svěřováno většinou loutně, cembalu nebo varhanám. Později se rozšířilo i jako úvod instrumentálních skladeb, nejčastěji fug. V 19. století se osamostatnilo jako volná charakteristická skladba. Dnes je chápáno i jako volná improvizace výkonného hudebníka.

## Preludium vrenesanční hudbě
Preludia vznikala nejčastěji volnou improvizací hudebníka a neměla jiný účel, než uvést následující hudební dílo. Tím, že nebyla vázána žádnými formálními předpisy, stala se vlastně prvními skladbami instrumentální hudby. Mezi první zaznamenaná preludia patří např. Ileborgova varhanní tabulatura z roku 1448. Preludia byla označována různými názvy jako preambulum, intonatio, capriccio, toccata, intrada, fantasia, ricercar, tiento apod., nicméně mezi těmito názvy nebyl větší formální rozdíl. Pouze snad fantasia, ricercar a tiento se vyznačují tím, že obsahují imitační nebo přímo fugovou část. Výjimku tvoří toccata, která prošla samostatným vývojem a např. u Buxtehudeho a Johanna Sebastiana Bacha se stala samostatnou vícedílnou formou.

## Preludium vbarokní hudbě
Vrcholnou formou barokní hudby byla fuga. Stalo se ustáleným spojením, že instrumentální fugu komponovanou v přísné polyfonii předcházelo volně komponované preludium. Uvolnila se však tematická vazba mezi preludiem a fugou. Téma použité v preludiu nemusí nutně být totožné s tématem fugy. Příkladem je Dobře temperovaný klavír Johanna Sebastiana Bacha, který je sbírkou preludií a fug ve všech 24 durových a molových tóninách.

## Chorálové předehry
Vznikly jako úvody ke společnému zpěvu v chrámu nebo mezihry oddělující různé chorály nebo části mše. Vyvinulo se několik typů chorálových předeher:
- Varhanní chorálová předehra – melodie následujícího chorálu je použita v jednom z hlasů, nejčastěji v basu; ostatní hlasy ji imitují.
- Chorálový ricercar – chorálová melodie je imitována ve všech hlasech.
- Chorálová fuga – obsahuje jednotlivé úseky chorálové melodie zpracované ve formě fugy.
- Chorálová partita – chorálová melodie je uvedena jako téma a následně zpracována ve formě variací.
- Chorálová fantazie – volná fantazie na hlavní téma chorálu nebo jeho části.

Chorálové předehry dovedl k dokonalosti Johann Sebastian Bach. Jsou často prováděny samostatně bez následného chorálu.

## Preludium vhudbě romantismua v současnosti
V období klasicismu se, pomineme-li jednotlivé skladby, na preludium pozapomnělo. Teprve Felix Mendelssohn-Bartholdy, který se zasloužil o znovuobjevení díla Johanna Sebastiana Bacha, znovu oprášil i formu preludia a fugy. Podobně komponoval i Robert Schumann. Následující vývoj dospěl k oddělení obou složek a preludium se stalo samostatnou hudební formou. Z původního účelu uvést následnou skladbu se stala krátká samostatná skladba s jedním hlavním motivem.

## Nejznámější preludia romantiků a současnosti
- Ludwig van Beethoven: Zwei Praeludien, op. 39
- Frederyk Chopin: 24 Preludes, op. 28
- Franz Liszt: Les Préludes
- Sergej Rachmaninov: Preludes op. 3, op. 23 a op. 32
- Claude Debussy: Préludes pour piano
- Alexandr Nikolajevič Skrjabin: 24 Préludes, op. 11
- Olivier Messiaen: Préludes pour piano